# Gianluca Sattolo
Gianluca Sattolo (Roma, 23 gennaio 1986) è un pallanuotista italiano, di ruolo portiere.

## Carriera

### Club
Inizia a giocare a pallanuoto nel Gruppo Sportivo Fiamme Oro sotto la guida di Maurizio Gatto. Nel 1999, in seguito allo scioglimento della sezione pallanuoto, si trasferisce insieme a molti atleti alla Roma Pallanuoto, dove gioca nelle giovanili, con le quali conquista uno scudetto allievi, fino al 2002, anno in cui passa in prima squadra, con la quale esordisce in Serie A2 a soli 16 anni. L'anno successivo viene ceduto al Roma Vis Nova, squadra militante in Serie A1, dove resta per due stagioni. Nella prima stagione è il vice di Gazzarini, mentre nella seconda diventa il portiere titolare conquistando anche la fascia di capitano. L'anno successivo riapproda alla Roma, con la quale ottiene una promozione. 
Nella sessione del mercato estivo del 2009 è il primo acquisto effettuato dalla Latina Pallanuoto. Nella prima stagione nella squadra laziale Sattolo colleziona quindici presenze, un numero ridotto dovuto all'alternarsi in campo con il compagno di reparto Bruno Antonino. Nella stagione successiva l'allenatore greco Yiannis Giannouris lo nomina, a soli 24 anni, capitano della squadra per la stagione 2010-2011. Conclude la carriera con il ZV De Ham in Olanda, dove inizia quella di allenatore della squadra femminile e successivamente di quella maschile. Dal 2014 al 2022 è anche il preparatore dei portieri e il vice-allenatore della nazionale femminile olandese. Dal 2019 allena la formazione maschile del ZPC Amersfoort, mentre dal 2023 quella femminile. Dal luglio 2024 allena la squadra femminile dello Sliema, a Malta.

## Statistiche

### Presenze e reti nei club
Statistiche aggiornate al 28 novembre 2010.
| Stagione        | Squadra         | Campionato      | Campionato | Campionato | Coppe nazionali | Coppe nazionali | Coppe nazionali | Coppe continentali | Coppe continentali | Coppe continentali | Totale | Totale |
| Stagione        | Squadra         | Comp            | Pres       | Reti       | Comp            | Pres            | Reti            | Comp               | Pres               | Reti               | Pres   | Reti   |
| --------------- | --------------- | --------------- | ---------- | ---------- | --------------- | --------------- | --------------- | ------------------ | ------------------ | ------------------ | ------ | ------ |
| 2009-2010       | Latina          | A1              | 15         | 0          | -               | -               | -               | -                  | -                  | -                  | 15     | 0      |
| 2010-2011       | Latina          | A1              | 7          | 0          | -               | -               | -               | -                  | -                  | -                  | 7      | 0      |
| Totale Savona   | Totale Savona   | Totale Savona   | 22         | 0          |                 | -               | -               |                    | -                  | -                  | 22     | 0      |
| Totale carriera | Totale carriera | Totale carriera | ?          | ?          |                 | -               | -               |                    | -                  | -                  | ?      | ?      |